# Ghirone

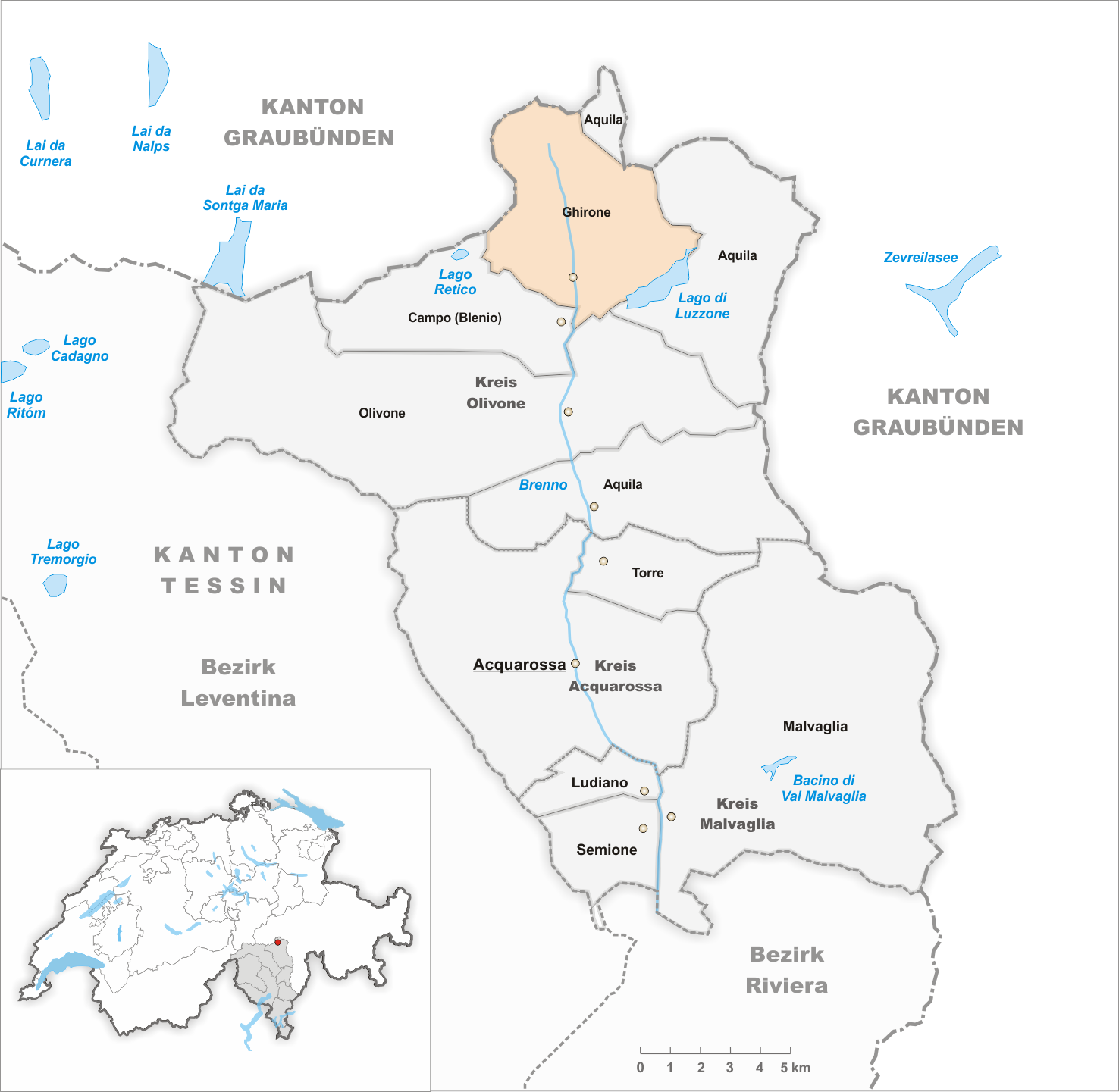
Gemeindestand vor der Fusion am 22. Oktober 2006

Ghirone ist eine Ortschaft in der Schweizer Gemeinde Blenio, Kanton Tessin. Von 1853 bis 2006 bildete sie eine selbständige politische Gemeinde.

## Geographie
Ghirone ist die hinterste Siedlung im Bleniotal. Ein Dorf dieses Namens gibt es nicht; die ehemalige Gemeinde umfasste die im Val Camadra links des Flusses Brenno verstreuten Weiler Aquilesco, Baselga und Cozzera. Bis ins 19. Jahrhundert war auch das auf der anderen Talseite gelegene Buttino ganzjährig bewohnt. Den höchsten Punkt des Territoriums bildet der Piz Medel (3210 m ü. M.).
Nachbargemeinden waren von Osten aus im Uhrzeigersinn Aquila, Olivone und Campo (Blenio) im Kanton Tessin sowie Medel (Lucmagn) und Vrin im Kanton Graubünden.

## Geschichte
Das Dorf ist 1200 als Agairono erstmals erwähnt. Das Dorf gehörte zur Vicinìa Aquila, woraus 1803 eine Gemeinde gebildet wurde. 1836 trennte sich Ghirone von Aquila und gründete mit Buttino eine eigene Gemeinde. Buttino ist schon im 13. Jahrhundert als autonome Körperschaft belegt und war bis gegen Ende des 19. Jahrhunderts bewohnt. Die beiden Gemeinden schlossen sich 1842 bzw. 1846 ein zweites Mal mit Aquila zusammen und trennten sich 1853 erneut. Die Bürgergemeinde (patriziato) Ghirone-Buttino entstand 1914.
Die vom Kantonsparlament am 25. Januar 2005 beschlossene, ursprünglich per Frühjahr 2006 geplante Fusion der fünf Gemeinden des oberen Talabschnitts wurde durch eine Beschwerde der Gemeinde Aquila verzögert. Nachdem das Bundesgericht im April 2006 die Beschwerde abgewiesen hatte, war der Weg zur Fusion frei. Am 22. Oktober 2006 wurde Ghirone mit Aquila, Campo (Blenio), Olivone und Torre zur neuen Gemeinde Blenio fusioniert.
Ghirone bildet aber nach wie vor eine eigenständige Bürgergemeinde. Im Weiteren gibt es das Patriziato di Buttino.

## Bilder

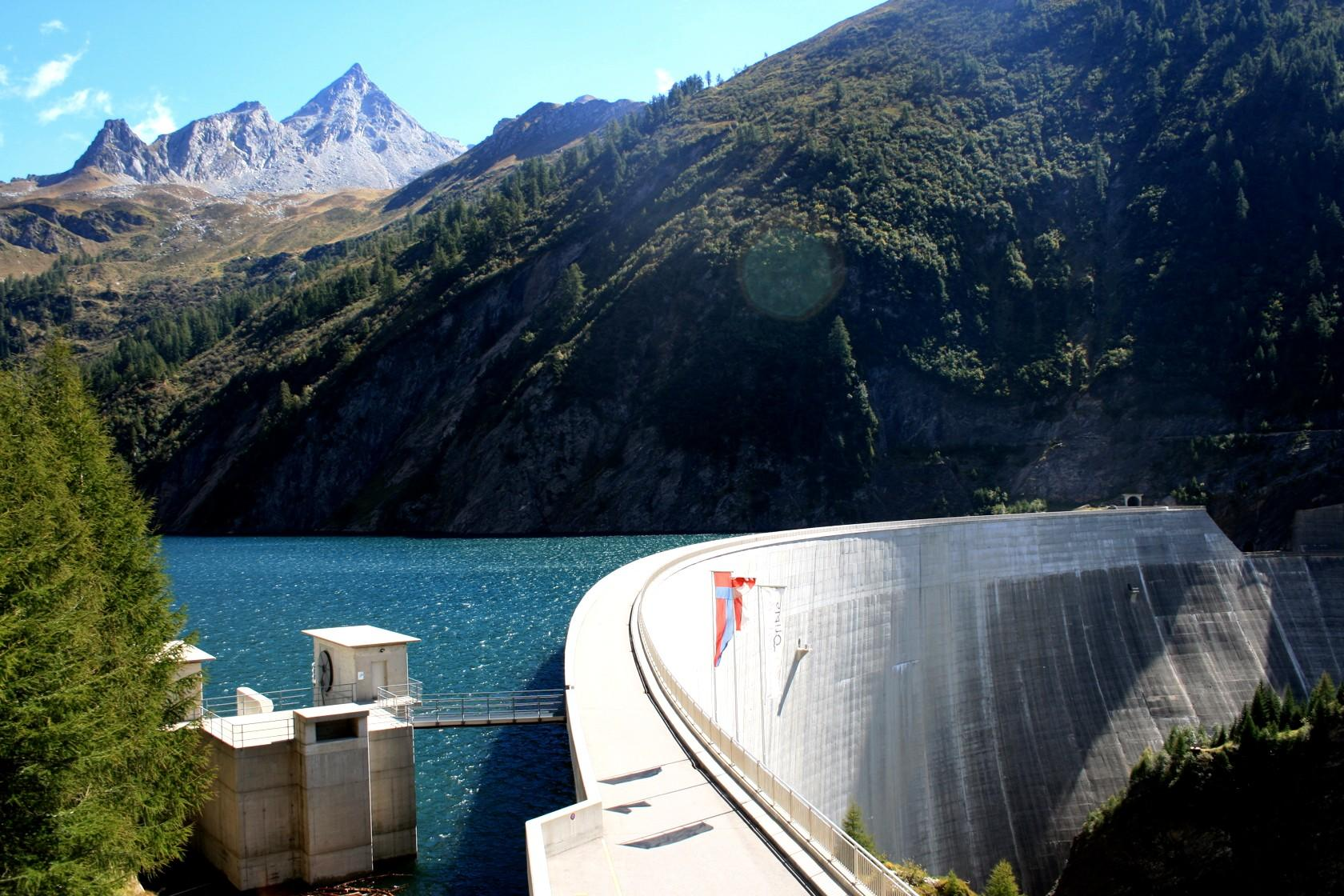
Luzzone-Damm
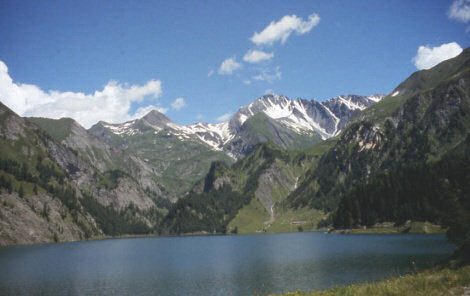
Luzzonesee
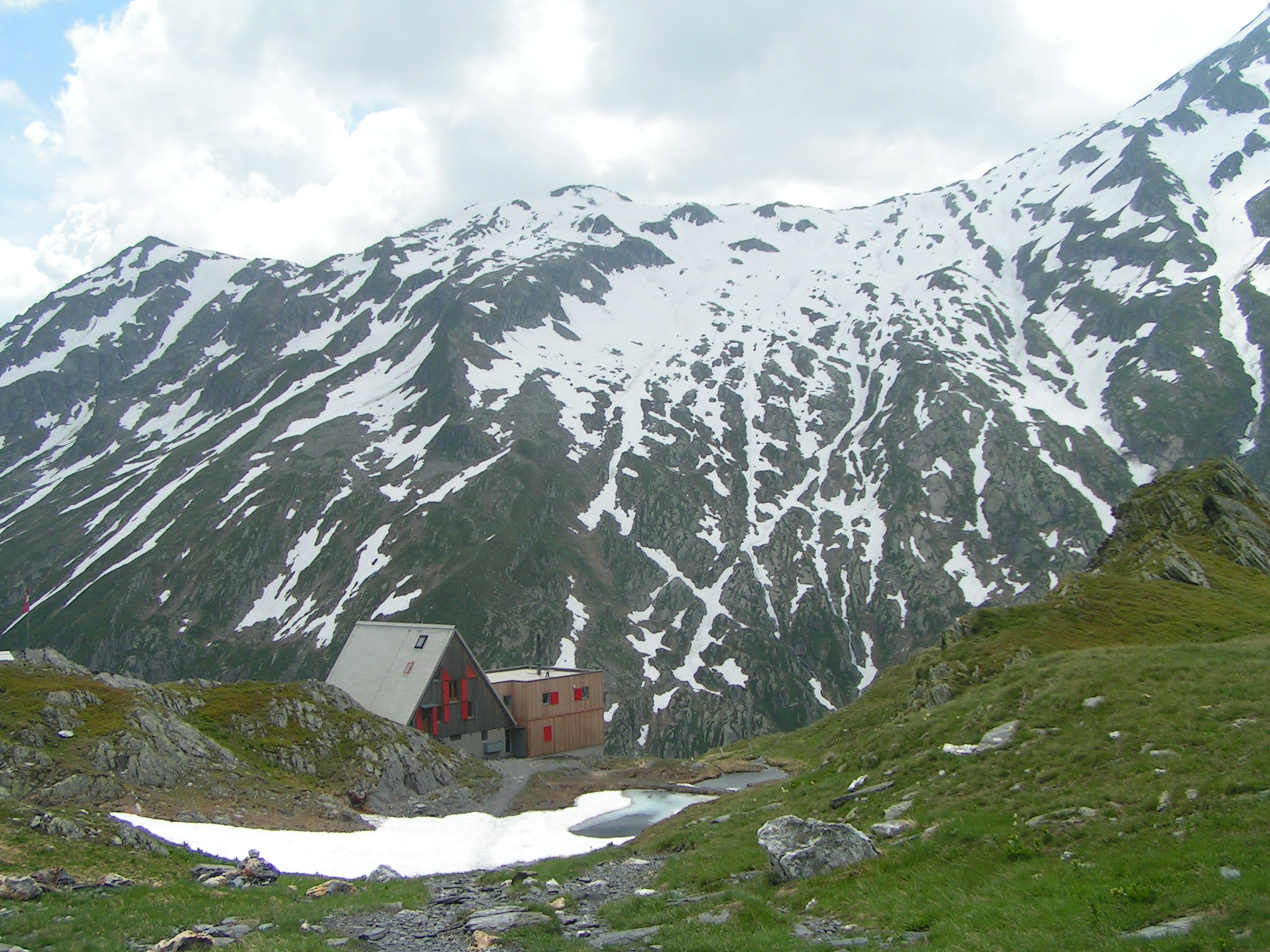
Scalettahütte im Val Camadra
Val Camadra, historisches Luftbild von Werner Friedli (1954)

## Sehenswürdigkeiten
- Pfarrkirche Santi Martino und Giorgio im Ortsteil Baselga[6]
- Beinhaus[6]
- Im Ortsteil Aquilesco: Oratorium San Rocco[6]
- Im Ortsteil Cozzera: Oratorium San Bernardino da Siena[6]
- Greina-Ebene[7]
- Staudamm Lago di Luzzone.

## Tourismus
- Scalettahütte im Val Camadra.

## Verkehr
Ghirone ist an die Hauptstrasse 416.1 angeschlossen, die in Scona bei Olivone an die Hauptstrasse 416 angeschlossen ist, die das Bleniotal erschliesst. Diese führt nach Biasca, wo ein Anschluss an die Autobahn A2 und die Hauptstrasse 2 besteht. Das Dorf ist zudem an eine Postautolinie angeschlossen.

## Persönlichkeiten
- Giuseppe Antonio Martinelli (* um 1770 in Ghirone; †  nach 1807 in Mailand), Anwalt und Notar tätig in Mailand.[8]
- Fabio Contestabile (* 15. Februar 1954 in Maroggia; † 10. Juli 2022 in Ghirone), Dichter und Schriftsteller.

## Bevölkerung
Einwohnerzahlen: Volkszählungsdaten
Jahr 1960 Bau der Luzzone-Staumauer